# Tarset Castle
Tarset Castle är ett slott i Storbritannien.   Det ligger i grevskapet och kommunen Northumberland i riksdelen England, i den centrala delen av landet, 400 km norr om huvudstaden London. Tarset Castle ligger 128 meter över havet.
Terrängen runt Tarset Castle är platt söderut, men norrut är den kuperad. Tarset Castle ligger nere i en dal. Runt Tarset Castle är det ganska glesbefolkat, med 26 invånare per kvadratkilometer. Närmaste större samhälle är Chollerton, 19,6 km sydost om Tarset Castle. Trakten runt Tarset Castle består i huvudsak av gräsmarker.